# Pribeta
Pribeta este o comună slovacă, aflată în districtul Komárno din regiunea Nitra. Localitatea se află la altitudinea de 135 m deasupra n.m., se întinde pe o suprafață de 42,8 km2 și în 2017 număra 2.813 locuitori.

## Istoric
Localitatea Pribeta este atestată documentar din 1312.

## Demografie
| An:                | 1994 | 2004   | 2014   | 2024   |
| ------------------ | ---- | ------ | ------ | ------ |
| Număr de persoane: | 3197 | 3060   | 2901   | 2635   |
| Diferență:         |      | −4,28% | −5,19% | −9,16% |

| An:                | 2023 | 2024   |
| ------------------ | ---- | ------ |
| Număr de persoane: | 2665 | 2635   |
| Diferență:         |      | −1,12% |